# La Carral
La Carral és una masia del municipi de Riner (Solsonès) inclosa en l'Inventari del Patrimoni Arquitectònic de Catalunya, actualment una casa de colònies.

## Descripció

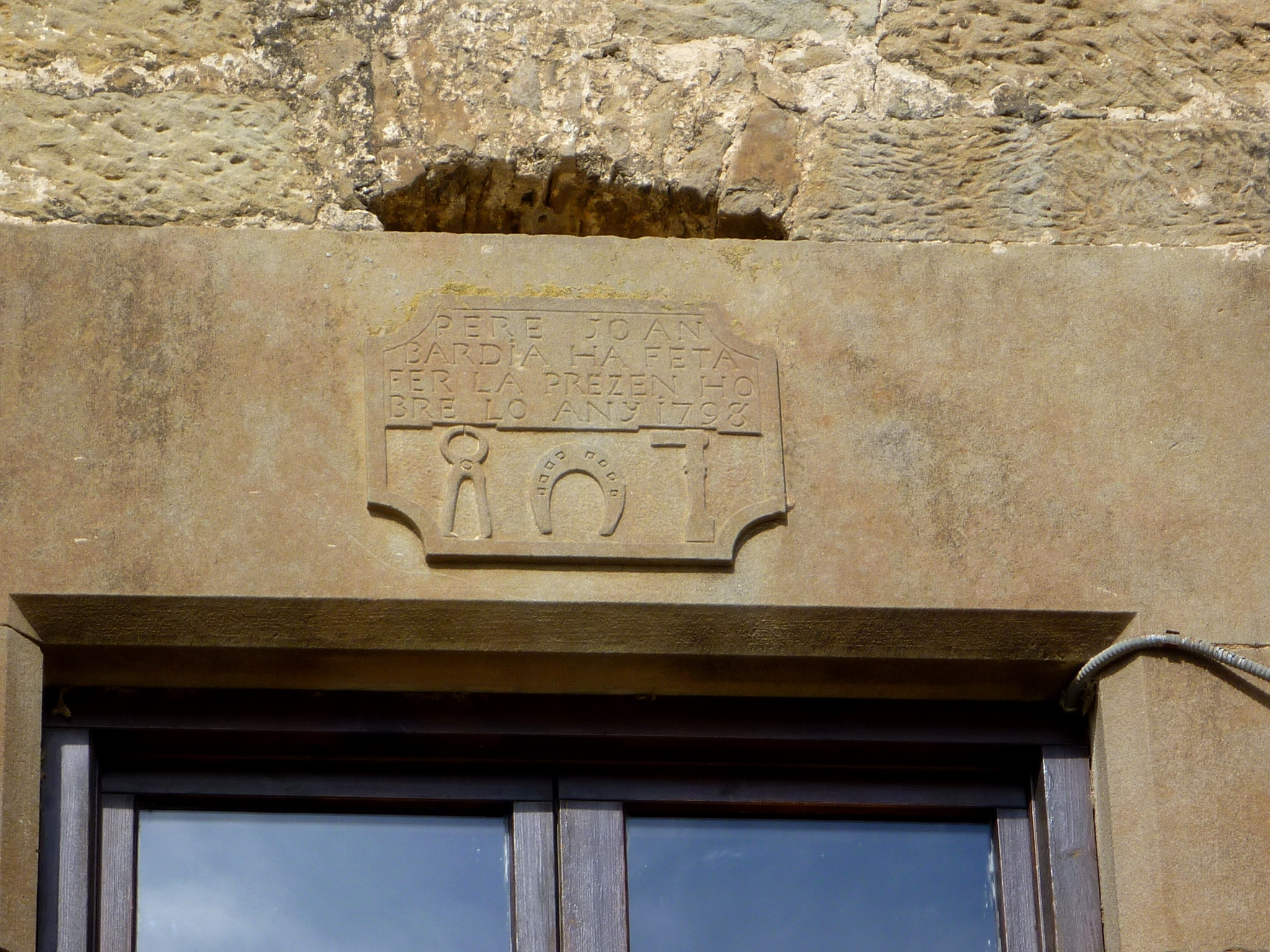
Escut amb les eines de ferrer

Masia de planta rectangular, consta de planta baixa i dos pisos. Està orientada nord-sud. La teulada és a doble vessant. Hi ha una porta a la façana principal amb llinda de pedres tallades i picades. Al primer pis hi ha tres balcons i al pis superior una gran finestra central i dues petites als costats. Damunt del balcó central, un escut amb les eines de ferrer. L'interior conserva part de l'estructura primitiva. La cuina, amb sòl de pedra, té la pica de pedra i fogons rodons; de l'aigüera surt una canalització de pedra en forma de gàrgola que representa un cap d'equí amb un ull incís a cada costat. Hi ha la premsa del vi, que porta data de 1800. A l'esquerra de l'entrada hi ha l'antiga ferreteria amb les anelles de ferro a la paret per als cavalls. I un rellotge de sol a la paret de llevant.
El parament és de pedres irregulars, tret de les cantonades que són picades i escairades. S'han fet moltes reformes a la casa i s'han construït dos edificis moderns al costat, un adossat a la casa i l'altre al darrere per tal d'acondicionar-ho com a casa de colònies.

## Història
Hi ha dues versions sobre el significat del nom de "Carral", una que ve de camí ral, ja que es troba al peu d'un antic camí ral, i l'altre que prové de "casa real". Als segles XVII i XVIII, aquesta masia era una antiga ferreria, per això hi ha l'escut damunt de la llinda del balcó.
Actualment és una casa de colònies.